# Tangavelleda
Tangavelleda is een kevergeslacht uit de familie van de boktorren (Cerambycidae). De wetenschappelijke naam van het geslacht werd voor het eerst geldig gepubliceerd in 1997 door Teocchi.

## Soorten
Tangavelleda is monotypisch en omvat slechts de volgende soort:
- Tangavelleda tanzanicola Teocchi, 1997